# Kamspinnen
Kamspinnen (Ctenidae) zijn een familie van spinnen die in Europa van nature niet voorkomen. Bij bananenimporten komen ze soms per ongeluk mee omdat ze in bomen leven. Vandaar de ook wel gebruikte benaming 'bananenspin'. Kamspinnen hebben een soort kammetjes op de poten. Veel soorten zijn erg agressief en daarnaast zijn er enkele soorten in het geslacht Phoneutria die zeer giftig kunnen zijn voor mensen. Omdat veel gifstoffen slecht bekend zijn wordt geadviseerd om voorzichtig om te gaan met alle grotere kamspinnen. 

## Taxonomie
- Acantheis Thorell, 1891
- Acanthoctenus Keyserling, 1877
- Africactenus Hyatt, 1954
- Afroneutria Polotow & Jocqué, 2015
- Amauropelma Raven, Stumkat & Gray, 2001
- Amicactenus Henrard & Jocqué, 2017
- Anahita Karsch, 1879
- Ancylometes Bertkau, 1880
- Apolania Simon, 1898
- Arctenus Polotow & Jocqué, 2014
- Asthenoctenus Simon, 1897
- Bengalla Gray & Thompson, 2001
- Bowie Jäger, 2022
- Bulboctenus Pereira, Labarque & Polotow, 2020
- Califorctenus Jiménez, Berrian, Polotow & Palacios-Cardiel, 2017
- Caloctenus Keyserling, 1877
- Celaetycheus Simon, 1897
- Centroctenus Mello-Leitão, 1929
- Chococtenus Dupérré, 2015
- Ciba Bloom, Binford, Esposito, Alayón, Peterson, Nishida, Loubet-Senear & Agnarsson, 2014
- Ctenus Walckenaer, 1805
- Diallomus Simon, 1897
- Eldivo Hazzi & Hormiga, 2024
- Enoploctenus Simon, 1897
- Gephyroctenus Mello-Leitão, 1936
- Guasuctenus Polotow & Brescovit, 2019
- Isoctenus Bertkau, 1880
- Janusia Gray, 1973
- Kiekie Polotow & Brescovit, 2018
- Leptoctenus L. Koch, 1878
- Macroctenus Henrard & Jocqué, 2017
- Montescueia Carcavallo & Martínez, 1961
- Nimbanahita Henrard & Jocqué, 2017
- Nothroctenus Badcock, 1932
- Ohvida Polotow & Brescovit, 2009
- Perictenus Henrard & Jocqué, 2017
- Petaloctenus Jocqué & Steyn, 1997
- Phoneutria Perty, 1833
- Phymatoctenus Simon, 1897
- Piloctenus Henrard & Jocqué, 2017
- Sinoctenus Marusik, Zhang & Omelko, 2012
- Spinoctenus Hazzi, Polotow, Brescovit, González-Obando & Simó, 2018
- Thoriosa Simon, 1909
- Toca Polotow & Brescovit, 2009
- Trogloctenus Lessert, 1935
- Trujillina Bryant, 1948
- Tuticanus Simon, 1897
- Viracucha Lehtinen, 1967
- Wiedenmeyeria Schenkel, 1953